# ايمانويل دومينك
ايمانويل دومينك (بالفرنسية: Emmanuel Domenech)‏ هو مؤرخ فرنسي، ولد في 4 نوفمبر 1825 في Rochetaillée-sur-Saône ‏ في فرنسا، وتوفي في 7 سبتمبر 1903 في ليون في فرنسا.